# ميللى غامبل
ميللى غامبل هي مصورة كندية، ولدت في 1887 في Cascumpec, Prince Edward Island ‏ في كندا، وتوفيت في 1986.